# Thalassoalaimus montemari
Thalassoalaimus montemari är en rundmaskart som beskrevs av Christian Wieser 1953. Thalassoalaimus montemari ingår i släktet Thalassoalaimus och familjen Oxystominidae. Inga underarter finns listade i Catalogue of Life.